# 叫我情人的人
《叫我情人的人》（英語：Someone to Call My Lover）是美國黑人女歌手珍娜·傑克森在2001年6月發行的單曲，這首單曲在美國告示牌以及英國排行榜分別獲得第3名以及第11名的成績。

## 資料

### 單曲簡介
〈叫我情人的人〉最早收錄在珍娜·傑克森第七張錄音室專輯《珍愛》（英語：All for You）中。珍娜·傑克森本人也參與這首歌曲的創作與製作，其餘部分還是由她的製作夥伴吉米·吉姆與特里·李維斯共同完成。〈叫我情人的人〉是一首放克曲風的舞曲，這首歌曲採樣自America's樂隊的歌曲〈Ventura Highway〉，以及古典音樂家艾瑞克·薩提經典之作〈裸體歌舞〉。珍娜·傑克森在錄製專輯《珍愛》時，才剛結束近十年的婚姻生活，因此連同〈叫我情人的人〉在內，專輯中有許多歌曲都是以她自己從離婚到恢復單身的生活為主題。

### 商業成績
〈叫我情人的人〉是專輯《珍愛》所推出的第三首單曲，前兩首單曲分別是〈無關緊要〉（3週冠軍）和〈都給你〉（7週冠軍），一口氣將珍娜·傑克森擁有的全美冠軍單曲累積至10首。〈叫我情人的人〉在2001年6月23日進入單曲榜，首週成績為第76名，雖然這首單曲進榜時成績並不高，但它的名次持續看漲，緩慢穩定的向上攀升，在9月1日終於進入前三名，可惜相繼遇到艾莉西亚·凱斯、珍妮佛·羅培茲等強勁對手，〈叫我情人的人〉在第3名盤旋兩週後成績開始下降，最終這首歌曲在該年度的年終單曲榜位居第38名。〈叫我情人的人〉雖無緣流行榜冠軍寶座，但它在舞曲榜獲得1週冠軍。截至2016年，〈叫我情人的人〉仍是珍娜·傑克森最後一首進入單曲榜TOP 10的歌曲。

〈叫我情人的人〉在英國單曲榜最高成績為第11名。

### 獎項評價紀錄
〈叫我情人的人〉令珍娜·傑克森獲第44屆葛萊美獎「最佳流行女歌手」（Best Female Pop Vocal Performance）的提名。